# Integrated Lander Vehicle
Интегрированный Спускаемый аппарат (англ. Integrated Lander Vehicle,  ILV) — космический корабль, разрабатываемый во главе с компанией Blue Origin в рамках программы «Артемида». Предназначен для осуществления доставки людей и груза на поверхность Луны и последующего возвращения экипажа обратно на орбиту спутника.

ILV предлагается в качестве одного из возможных элементов лунной архитектуры в программе НАСА по освоению Луны. Вариативная модульная структура корабля позволяет изменять назначение устройства, собирая грузовую или пилотируемую версию в зависимости от требуемых к выполнению задач путем замены одного из модулей. 

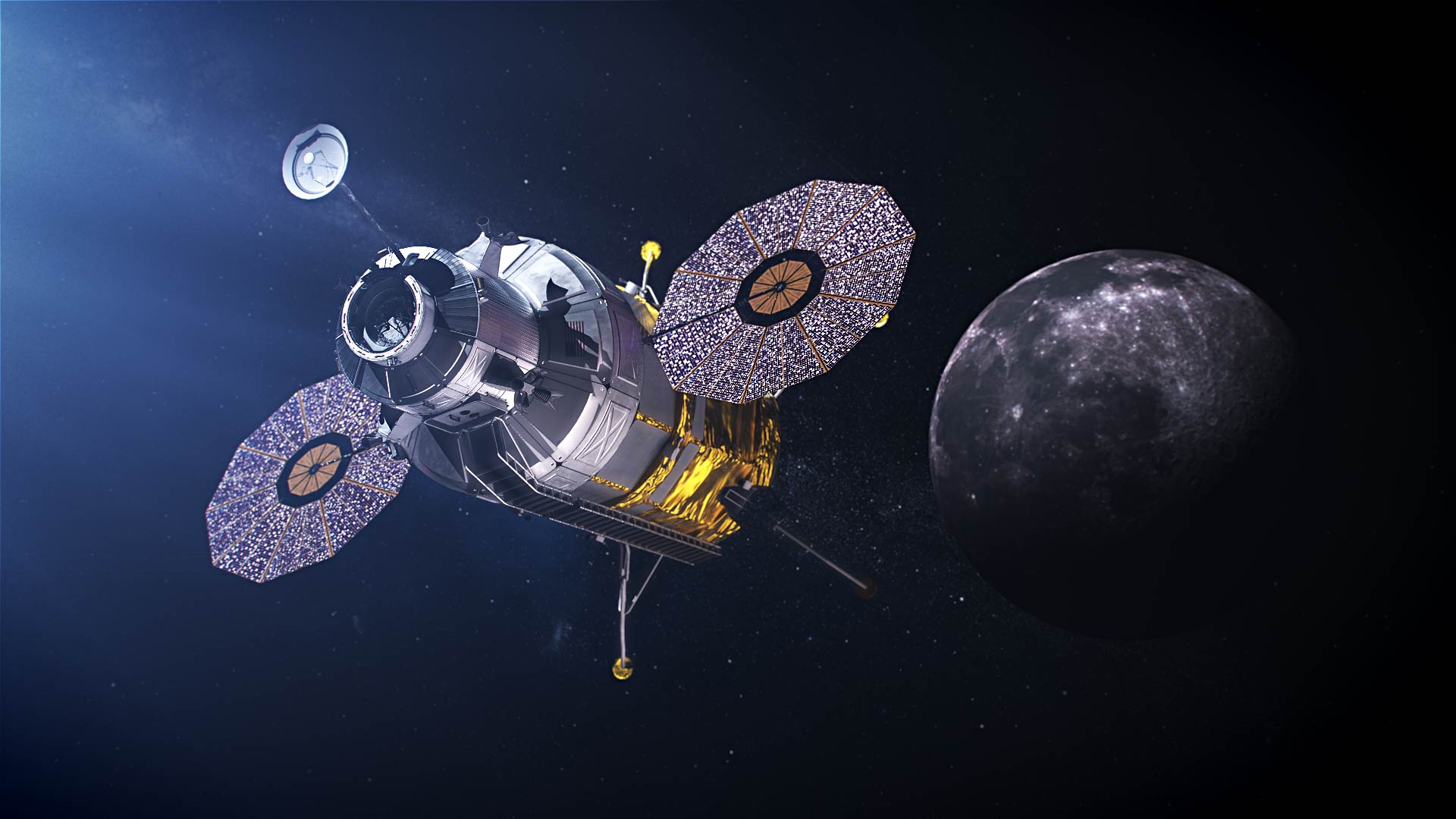
Концепция корабля HLS в апреле 2020 года.

Разработчиками посадочного устройства выступают четыре американские компании, каждая из которых занимается созданием собственной части корабля:
- Blue Origin разрабатывает автономный Посадочный Элемент (Descent Element), базирующийся на ранее представленном Джеффом Безосом посадочном аппарате Blue Moon с жидкостным ракетным двигателем BE-7[4].
- Lockheed Martin разрабатывает многоразовый Взлетный Элемент (Ascent Element), стыковочное устройство, системы жизнеобеспечения и связи которого базируются на космическом корабле Орион. Стыковочное устройство будет совместимо со сходной аппаратурой на борту лунной орбитальной станции.
- Northrop Grumman разрабатывает Трансферный Элемент (Transfer Element), задачей которого будет являться снижение скорости корабля для его схода с лунной орбиты и экономии топлива Посадочного Элемента. Структура модуля будет базироваться на транспортном корабле Cignus.
- Draper ответственна за разработку бортовой авионики.

Существует возможность соединения модулей на лунной орбите, запуская их отдельно при помощи ракет-носителей New Glenn или Vulcan Centaur.

## История
30 апреля 2020 года объединение National Team было выбрано НАСА для разработки лунного спускаемого аппарата. Помимо National Team в конкурсе так же лидировали концепты корпораций SpaceX и Dynetics.
20 августа 2020 года команда во главе с Blue Origin представила инженерный макет ILV в Космическом центре Джонсона.